# Trường Đại học Kỹ thuật – Hậu cần Công an nhân dân
Trường Đại học Kỹ thuật – Hậu cần Công an nhân dân (T07) trực thuộc Bộ Công an có trách nhiệm đào tạo cán bộ kỹ thuật nghiệp vụ và hậu cần có trình độ sau đại học, đại học và các trình độ thấp hơn, đào tạo, bồi dưỡng kiến thức về kỹ thuật nghiệp vụ và hậu cần cho cán bộ lãnh đạo, chỉ huy và cán bộ làm công tác kỹ thuật nghiệp vụ, hậu cần trong Công an nhân dân, nghiên cứu khoa học về nghiệp vụ và hậu cần CAND, phục vụ yêu cầu bảo đảm an ninh quốc gia và giữ gìn trật tự an toàn xã hội.

## Lịch sử hình thành
Ngày 13 tháng 11 năm 1984, thành lập Trường Trung cấp Kỹ thuật nghiệp vụ Công an nhân dân.
Ngày 21 tháng 10 năm 2010, Phó Thủ tướng Chính phủ Nguyễn Thiện Nhân đã ký Quyết định số 1945/QĐ-TTg về việc thành lập Trường Đại học Kỹ thuật – Hậu cần Công an nhân dân trên cơ sở nâng cấp Trường Trung cấp Kỹ thuật nghiệp vụ Công an nhân dân và sắp xếp lại các cơ sở đào tạo kỹ thuật nghiệp vụ và hậu cần của ngành Công an.
Trường Đại học Kỹ thuật – Hậu cần Công an nhân dân đóng quân tại phường Hồ, thị xã Thuận Thành, tỉnh Bắc Ninh. Trường có chức năng đào tạo cán bộ ngành kỹ thuật nghiệp vụ, hậu cần cho ngành công an.
Trường Đại học Kỹ thuật – Hậu cần Công an nhân dân là cơ sở giáo dục đại học công lập, trực thuộc Bộ Công an, có tư cách pháp nhân, con dấu và tài khoản riêng; hoạt động của trường tuân thủ Điều lệ trường đại học.
Bên cạnh việc đảm nhận nhiệm vụ đào tạo thường xuyên hơn 1.500 học viên Việt Nam, nhà trường còn đảm nhận nhiệm vụ đào tạo cán bộ hậu cần, kỹ thuật cho nước bạn Lào và Campuchia.

## Các ngành đào tạo

### Bậc đại học
- Kỹ thuật Công an nhân dân
- Trinh sát kỹ thuật
- Hậu cần Công an nhân dân

### Bậc trung cấp
- Kỹ thuật mật mã
- Hồ sơ nghiệp vụ
- Kỹ thuật Công an nhân dân
- Hậu cần Công an nhân dân

## Lãnh đạo hiện nay
- Hiệu trưởng: Đại tá. TS Lê Minh Thảo
- Phó Hiệu trưởng:

- Đại tá, TS. Phạm Thị Thúy Hằng
- Đại tá, TS. Nguyễn Văn Căn
- Đại tá, TS. Nguyễn Mạnh Cường
- Đại tá Vũ Việt Anh

## Tổ chức
- 7 phòng ban chức năng
- 10 khoa đào tạo
- 4 trung tâm

## Khen thưởng
- Huân chương Quân công hạng Nhì (11.2014)[2]

## Hiệu trưởng, Quyền Hiệu trưởng qua các thời kỳ
- 2010 - 2013: Thiếu tướng Phạm Văn Sinh, Quyền Hiệu trưởng
- 2013 - 8/2022: Thiếu tướng, PGS. TS Nguyễn Đăng Tiến.
- 30/8/2022 - 12/2023: Thiếu tướng, TS Nguyễn Ngọc Cương (nguyên Phó Cục trưởng Cục A05).
- 2/2024 - 3/8/2024: Đại tá, TS Đinh Ngọc Khoa, (nguyên Giám đốc Công an tỉnh Vĩnh Phúc).
- 4/8/2024 - nay: Đại tá, TS Lê Minh Thảo (nguyên Phó Cục trưởng Cục X01).